# Max Horkheimer
Max Horkheimer W. (Zuffenhausen, Regne de Württemberg, Imperi Alemany 14 de febrer de 1895 - Nuremberg, Baviera, RFA 7 de juliol de 1973) fou un filòsof, sociòleg i professor alemany, d'origen jueu.

## Biografia
Malgrat pertànyer a una família jueva acomodada, Horkheimer va deixar els estudis per treballar i va participar en la Primera Guerra Mundial. Posteriorment va estudiar Filosofia i Psicologia a la Universitat de Múnic, per passar després a la Universitat de Frankfurt. El 1930 va esdevenir catedràtic de Filosofia a aquella universitat i fou nomenat director de l'Institut de Recerca Social del mateix centre. Però amb l'arribada del nazisme hagué de fugir a Nicaragua i posteriorment a la Universitat de Colúmbia, on va continuar treballant amb altres pensadors de l'Escola de Frankfurt. Malgrat naturalitzar-se estatunidenc, Horkheimer va tornar a treballar a la Universitat de Frankfurt després de la II Guerra Mundial, tasca que va compaginar amb el seu treball a la Universitat de Chicago fins que es jubilà als anys seixanta.
És un dels pares de l'anomenada teoria crítica, que influïda pels corrents del marxisme occidental, elaborà una crítica de la cultura en el context del capitalisme tardà. El seu objectiu era crear una teoria de la societat que fos emancipadora, ja que Horkheimer –i els altres pensadors d'aquest corrent– pensaven que les ciències socials estaven dominades com més va més per la racionalitat instrumental, fet que les feia inservibles com a instrument d'alliberament social. Per l'autor, això suposa una crítica del positivisme, ja que aquest comporta una acceptació de la facticitat que es tanca a qualsevol possibilitat de transformació.
Aquesta perspectiva fou aplicada als estudis del totalitarisme, la família, el mercat, etc. Horkheimer –junt amb Theodor Adorno, amb qui escrigué diversos llibres- posteriorment es va veure influït en gran manera per la psicoanàlisi i les teories de Max Weber, fet que el va portar a una crítica de l'agressivitat i la racionalització de la vida moderna.
Actualment, se'l considera un dels més importants pensadors del segle xx. Els seus principals textos són Dialèctica de la Il·lustració, Fragments filosòfics (escrit amb Adorno) i Crítica de la raó instrumental.